# Лунная дорожка (мультфильм)
«Лунная дорожка» — рисованный мультипликационный фильм, снятый режиссёром Борисом Тузановичем по мотивам сказки Игоря Фарбаржевича — «Лисёнок и ночь волшебства». Седьмой, предпоследний в серии мультфильмов о Маленьком Лисёнке, повествует о необыкновенной встрече Нового года.

## Сюжет
До Нового года остался всего один день, а Маленький Лисёнок все ещё не придумал, что подарить друзьям. Ворона посоветовала ему слазить на чердак, и там в старом сундуке они нашли костюмы Деда Мороза и Снегурочки.
По просьбе Лунного зайчика Лисёнок в костюме Деда Мороза отправился на Луну, чтобы поздравить собравшиеся на Звёздном балу созвездия. За это Лунная королева Селена исполнила желание Лисёнка, вручив ему мешок с подарками для друзей. По Лунной дорожке счастливый Лисёнок возвратился домой прямо к наряженной ёлке и поздравил друзей и папу Лиса с Новым годом!

## Создатели
| Автор сценария       | Игорь Фарбаржевич |
| Режиссёр             | Борис Тузанович |
| Художник-постановщик | Елена Караваева |
| Композитор           | Шандор Каллош |
| Оператор             | Владимир Милованов |
| Звукооператор        | Нелли Кудрина |
| Художники-аниматоры: | Светлана Сичкарь, А. Яброва, Е. Блинова, Владимир Спорыхин, Семён Петецкий                                                                                           |
| Художники:           | Нина Подлесных, Д. Семёнов, Д. Макуха, Наталия Дмитриева, М. Миселайтес, Нонна Чулкова, Е. Морозова, Е. Дулова, А. Белова, Л. Андреева, Л. Подсыпанина, Е. Горемыкин |
| Роли озвучивали:     | Людмила Гнилова, Татьяна Сергеева, Александр Соловьёв, Владимир Стукалов                                                                                             |
| Ассистент режиссёра  | Светлана Алексашина |
| Монтажёр             | Л. Афанасьева |
| Редактор             | Татьяна Бородина |
| Директор             | Любовь Зарюта |

- Создатели приведены по титрам мультфильма.